# 헴 C
헴 C(영어: Heme C)는 중요한 종류의 헴이다. 금속단백질에 의해 보결분자단으로 배치된 금속포르피린 중에서 헴은 가장 널리 사용되는 것 중 하나이며 헴단백질로 알려진 단백질의 부류를 정의한다. 헴은 혈액의 붉은색 색소인 헤모글로빈의 구성 요소로 가장 일반적으로 인식되지만 미오글로빈, 사이토크롬, 카탈레이스, 헴 과산화효소 및 내피 산화 질소 생성효소와 같은 생물학적으로 중요한 여러 다른 헴단백질에서도 발견된다.
헴이라는 용어는 "피(blood)"를 의미하는 그리스어 "αἷμα (haima)"로부터 유래되었다.

## 역사
헴 C의 정확한 구조는 20세기 중반에 스웨덴의 생화학자 K. G. 파울(K. G. Paul)에 의해 발표되었다. 이 연구는 스웨덴의 위대한 생화학자인 후고 테오렐이 처음으로 추론한 구조를 확증해 주었다. 헴의 환원된 형태인 Fe(II)의 핵자기 공명(NMR) 및 적외선(IR) 실험을 기반으로 한 헴 C의 구조는 1975년에 확인되었다. 싸이오에터 결합에 대한 절대적인 입체화학적 입체배치를 포함하는 헴 C의 구조는 척추동물의 단백질인 사이토크롬 c에 대해 처음으로 제시되었으며 현재는 단백질을 함유하는 다른 많은 헴 C로 확장된다.

## 특성
헴 C는 헴 B의 두 비닐기 곁사슬이 아포단백질에 대한 공유 싸이오에터 결합으로 대체된다는 점에서 헴 B와 다르다. 두 개의 싸이오에터 결합은 일반적으로 단백질의 시스테인 잔기에 의해 만들어진다. 이러한 결합은 온화한 조건에서도 헴-단백질 복합체인 홀로단백질로부터 분리될 수 있는 보다 쉽게 해리되는 헴 B와 비교하여 헴 C가 홀로단백질인 사이토크롬 c로부터 쉽게 분리되는 것을 허용하지 않는다. 이는 주로 전자 운반체 역할을 하는 수많은 C형 사이토크롬과 함께 매우 광범위한 사이토크롬 c 구조 및 기능을 허용한다. 사이토크롬 c의 산화환원전위는 단백질의 구조와 용매 상호작용의 작은 변화에 의해 미세 조정될 수 있다.
홀로단백질에 결합된 헴 C 단위의 수는 매우 다양하다. 척추동물의 세포의 경우 단백질당 하나의 헴 C가 있는 것이 일반적이지만 세균의 경우 이 숫자는 종종 홀로단백질당 2, 4, 5, 6 심지어 16이 되기도 한다. 헴 C기의 수와 배열은 관련이 있으며 적절한 홀로단백질의 기능에 필요하다는 점은 일반적으로 수용된다. 예를 들어 여러 개의 헴 C기를 포함하는 단백질은 다중 전자 전달 반응과 관련되어 있으며, 특히 중요한 것은 대기 중의 질소를 두 개의 유기 암모니아 분자로 환원시키는 데 필요한 6개의 전자이다. 세균성 헴단백질의 경우 헴 C 대 아미노산의 비율이 높은 것이 일반적이므로 일부 사이토크롬 c 단백질의 내부는 다른 헴단백질에 비해 많은 헴 C기로 채워져 있는 것처럼 보인다. 보통 단세포 생물의 일부 헴단백질에는 5개의 헴 C가 포함될 수 있다. 사이토크롬 bc1 복합체는 헴 C를 포함하는 또 다른 중요한 효소이다.
싸이오에터 결합은 홀로단백질의 기능을 크게 자유롭게 하는 것으로 보인다. 일반적으로 사이토크롬 c는 사이토크롬 b보다 더 넓은 범위의 산화환원전위에 걸쳐 미세 조정될 수 있다. 이것은 사이토크롬 c가 거의 모든 생물에 존재하는 중요한 이유일 수 있다. 헴 C는 또한 헴 C를 포함해야 하는 세포질의 사이토크롬 c의 단지 몇 분자만이 프로그램된 세포 사멸로 이어지는 아폽토시스에서 중요한 역할을 한다. 사이토크롬 c는 사람의 혈청에서 측정될 수 있으며 염증의 지표로 사용될 수 있다.
이러한 적도 방향으로의 공유 결합 외에도 헴 철은 일반적으로 두 아미노산의 곁사슬에 축 방향으로 배위되어 철을 6배위로 만든다. 예를 들어 포유류와 참치의 사이토크롬 c는 히스티딘과 메티오닌의 곁사슬의 축 방향으로 배위된 단일 헴 C를 포함한다. 아마도 헴을 단백질에 고정하는 두 개의 공유 결합으로 인해 헴 C의 철은 때때로 리신의 아미노기 또는 물의 축 방향으로 연결된다.

## 같이 보기
- 헴
- 프로토포르피린 IX
- 헴 A
- 헴 B
- 헴단백질